# Паметник на загиналите във войните за национално обединение (Враца)
Паметникът на загиналите във войните за национално обединение 1912 – 1918 г., по-известен като „Лъвчето“, се намира във Враца.
Паметникът е построен през 1931 г. благодарение на дарения от близки на загинали воини и офицери. Намира се в близост до жп гара – Враца.
Ежегодно е място за общоградското честване на Съединението на България.

## Композиция
Върху гранитната основа на шестметровия монумент има лъв от бял врачански камък. Оттук според врачани остава и името – паметника „Лъвчето“.
На четирите стени на гранитната основа под „Лъвчето“ са изписани полкове, участвали в балканските войни и Първата световна война, както и 18 дати и 26 исторически места, свързани с бойните дела на врачани във войните за обединението и независимостта на България. Обозначени са местата, където са най-големите загуби в жива сила.
По повод 100-годишнината от ПСВ е обновен, като е добавено и осветление.